# Polish Hip-Hop Festival

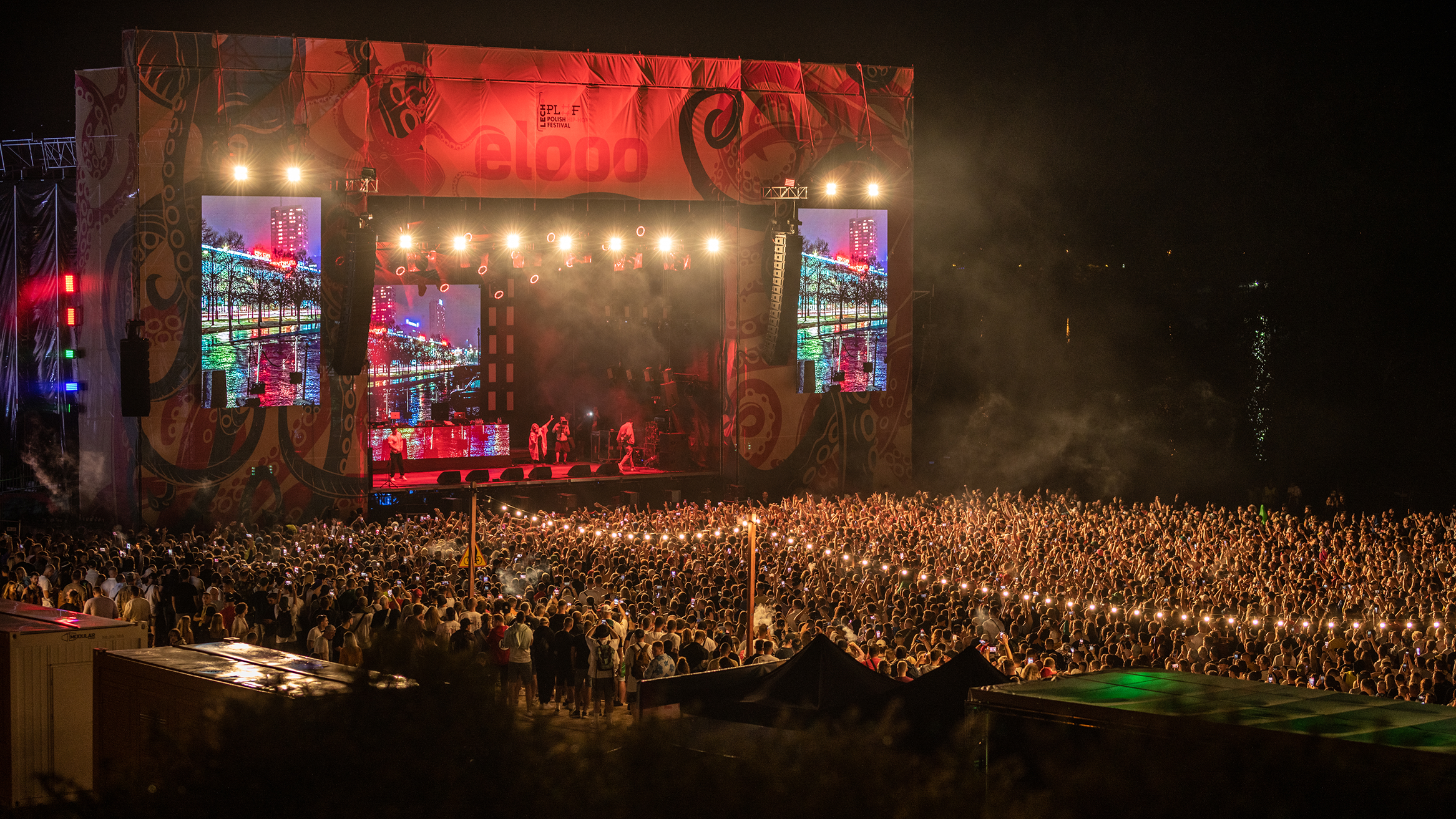
Scena Główna podczas Polish Hip-Hop Festival 2022

Polish Hip-Hop Festival – polski festiwal muzyki hip-hop typu open-air odbywający się od 2013 roku na nadwiślańskiej plaży w Płocku. Jeden z największych festiwali hip-hopowych w Europie Środkowo-Wschodniej. Pierwsza edycja festiwalu odbyła się w 2013 roku. Organizatorem i właścicielem marki jest agencja Event Time Promo.

## Misja festiwalu
Misją festiwalu było pierwotnie upowszechnianie muzyki hip-hop i rap. Dynamiczny rozwój wydarzenia spowodował, że organizatorzy rozszerzyli ofertę festiwalu o aktywności związane z działalnością edukacyjną, ekologiczną oraz prozdrowotną. Były to m.in. panele dyskusyjne, gdzie prelegentami byli najlepsi polscy dziennikarze i aktywiści muzyczni, warsztaty związane z filozofią Zero Waste czy zajęcia w zakresie Street art.
Strefa DKMS – organizatorzy dostrzegli ogromny potencjał wydarzenia w związku z pozyskiwaniem dawców szpiku kostnego. Od pierwszych edycji na terenie wydarzenia znajduje się specjalna strefa rejestracji Fundacji DKMS. Od początku współpracy podczas festiwalu zarejestrowało się kilkanaście tysięcy dawców, przełożyło się to na aż pięciu realnych dawców szpiku dla chorych na nowotwór krwi.

## Edycje festiwalu
| Nr | Nazwa                                            | Daty                       | Miejsce                |
| -- | ------------------------------------------------ | -------------------------- | ---------------------- |
| 1  | Polish Hip-Hop Festival 2013                     | 1–3 sierpnia 2013          | Plaża nad Wisłą, Płock |
| 2  | Polish Hip-Hop Festival 2014                     | 31 lipca – 2 sierpnia 2014 | Plaża nad Wisłą, Płock |
| 3  | Polish Hip-Hop Festival 2015                     | 30 lipca – 1 sierpnia 2015 | Plaża nad Wisłą, Płock |
| 4  | Polish Hip-Hop TV Festival 2016                  | 4–7 sierpnia 2016          | Plaża nad Wisłą, Płock |
| 5  | Polish Hip-Hop TV Festival 2017                  | 3–5 sierpnia 2017          | Plaża nad Wisłą, Płock |
| 6  | Polish Hip-Hop Festival 2018                     | 2–4 sierpnia 2018          | Plaża nad Wisłą, Płock |
| 7  | Polish Hip-Hop Festival 2019                     | 1–3 sierpnia 2019          | Plaża nad Wisłą, Płock |
| 8  | Lech Polish Hip-Hop Festival 2022                | 11–13 sierpnia 2022        | Plaża nad Wisłą, Płock |
| 9  | Lech Polish Hip-Hop Festival & Music Awards 2023 | 6–8 lipca 2023             | Plaża nad Wisłą, Płock |
| 10 | Polish Hip-Hop Festival & Music Awards 2024      | 4–6 lipca 2024             | Plaża nad Wisłą, Płock |

## Artyści występujący w latach 2013–2022
| Data festiwalu             | Artyści | Liczba uczestników                                   |
| -------------------------- | --- | ---------------------------------------------------- |
| 1–3 sierpnia 2013          | Wzgórze Ya-Pa 3 – Sokół i Marysia Starosta – Pezet – Małolat – Fenomen – Bisz z B.O.K. Liveband – Te-Tris – Onar – Młody M – Donguralesko – Miuosh – P.I.H. – W.E.N.A. – Gruby Mielzky – Bonson + Matek – Solar/Białas – Małach + Rufuz – Gedz – Mam Na Imię Aleksander – Braddu + Fuso – 2sty – Big _A – Sportowiec SCH – Jotefer + Arczer – Matnia – Chrzanek – Wojtek + Arow – KGB | ok. 3500                                             |
| 31 lipca – 2 sierpnia 2014 | Kaliber 44 – Eldo – Molesta Ewenement – Tede – JWP/BC – Ten Typ Mes – Rasmentalism – Sztigar Bonko – VNM – Quebonafide – Sitek/Buszu – Te-Tris/Pogz – Sobota – Kuba Knap – Spinache – Tau – Ńemy – Planet ANM – Czeski – LJ Karwel – Diset – TomB – Blejk – Bonez – Kuban – Verres ODM – Jdk / Suhy ENKATE – Arow – 2Na – Steciu x Van x Veritas – BeerBeer – Sportowiec Sch – Biciu | ok. 4500                                             |
| 30 lipca – 1 sierpnia 2015 | Kontrafakt – Dope D.O.D. – Mor W.A. – SB Maffija – W.E.N.A. – DonGURALesko – O.S.T.R. – Tede – K.A.S.T.A Squad – Paluch – Trzeci Wymiar – Dwa Sławy – KęKę – PRO8L3M – JNR – Ad.M.a – Gedz – Kuban – Deys – Te-Tris – Quebonafide – Bonson – Mielzky – Wiciu – Karwan – Karwel – Żabson – Otsochodzi – 2Na – Bezczeeelny / Meyo / Skorek – 3Czwarte Sukcesu – Danio – SVV – Martyn ESM | ok. 7000                                             |
| 4–7 sierpnia 2016          | Snowgoons – ONYX – Tede i Dj Buhh – Sokół – O.S.T.R. – Pezet – Łona/Webber – Małpa – Taco Hemingway – Te-Tris – Bisz/B.O.K. Band – Ten Typ Mes – Nerwus – Quebonafide – KęKę – Dwa Sławy – Solar/Białas – JWP/BC – VNM – Kuban – Sitek/JNR – Otsochodzi – Kartky – Kuba Knap – Żabson – Eripe – Deys – Sarius – Guzior – Oxon/Revo – ReTo – Beteo – Wac Toja – Bedoes – Emes Milligan – Sarcast – Igrekzet – Arow -Rasti | ok. 9500                                             |
| 3–5 sierpnia 2017          | Hades – Bisz B.O.K – W.E.N.A. – Sarius – Gedz – Paluch – Sb Maffija – Kękę – Dwa Sławy – Jwp / Bc – Te-Tris – Kuban – Jan-Rapowanie – Leh – Wac Toja – Planbe – Włodi – Holak – Adi Nowak – Flojd/Wiro – Reno – Pikers + Young Igi – Żabson – Borixon – Kartky + Emes Milligan – Kuba Knap – Donguralesko – Ten Typ Mes – VNM – Tede – O.S.T.R. – Pro8l3m – Płomień 81 – Quebonafide – Grubson – Smolasty – Duchu – Reto – Bedoes – Guzior – Paweł Bokun – Anatom – Tau – Bleiz X Cywinsky X Proceente – Spinache – Mordor Muzik – Wuzet – Hi Fi – Verres – Placo X Kenny – Dasiek X Galla X Nado X Sajmon – Wszedzieżuber X A.Cichy (+Brakperspektyw) | ok. 12000                                            |
| 2–4 sierpnia 2018          | Bastaboiz – Zeamsone – Vixen – Donguralesko – Pokahontaz – Włodi – Kartky + Emes Milligan – Kuba Knap – Adi Nowak + Barvinsky – Solar + Beteo – Bonson + Kpsn + Matek + Kamil Sarnicki – Dwa Sławy – Białas + Bedoes – Sarius – Kękę + Hase – Kali – Paluch + Szpaku – Żabson – O.S.T.R. – Małe Miasta – PLK (Fr) – Gedz – White 2115 – Young Slash (It) – PlanBe – Sarcast – Kamil Pivot – Gverilla – Ńemy – Teabe – WCK – Oxon – Wac Toja – Reno + Okoliczny Element – Mielzky – W.E.N.A. – Rasmentalism – Otsochodzi – Jwp + Jetlagz + Siwers Showcase – Ten Typ Mes + Emil Blef + Liveband – Reto + Żabson + Borixon – VNM + Cywinsky + Liveband – Pezet + Małolat – Alltta (Us/Fr) – Quebonafide – Tede + Abel – Deys – Jan-Rapowanie – Smolasty – Guzior – Penx – Eripe + Delekta – Te-Tris – Łagu + Skip + Ula Kondraciuk – App Sensi + Dj Kebs – Zero – Mops – Frosti Rege – Sztoss – Szopeen | ok. 14500                                            |
| 1–3 sierpnia 2019          | Paluch/Joda/Kobik – Sokół – O.S.T.R. – PRO8L3M – Tede – SBM Showcase (Solar, Białas, Bedoes, Jan-Rapowanie, White 2115, Beteo, Mata, Moli, Kacperczyk, Lanek, DJ Johny) – Kali – Kękę – Donguralesko – Chillwagon Showcase (Borixon, Żabson, Reto, Kizo, Qry, Zetha) – Ero + Kosi – Jetlagz – Sarius – Otsochodzi – VNM – Dwa Sławy – Pokahontaz – Polska Wersja – Guzior – Małach/Rufuz – Rasmentalism – W.E.N.A. – Małpa – Gedz – Adi Nowak – Zeus – Bisz + B.O.K. – Małolat + Auer – PlanBe – Kartky – Young Igi – Bonsoul – Wac Toja – Kuba Knap – Smolasty – Tymek – Emes Milligan – Deys + Grimmy – Mobbyn – Vixen – Holak + Frosti Rege – Przyłu + VBS – Teabe – KPSN – Oki – Tuzza – Avi + Louis Villain – Rau – Emmsje Gauti – Mordor Muzik – Sztoss – Kabe – Syny – Flaszki i Szlugi – Jeden – Bambax – Homies – Gruppo Tredici – Prykson Fisk | ok. 20000                                            |
| 2020                       | w związku z pandemią Covid-19 festiwal nie odbył się | w związku z pandemią Covid-19 festiwal nie odbył się |
| 2021                       | w związku z pandemią Covid-19 festiwal nie odbył się | w związku z pandemią Covid-19 festiwal nie odbył się |
| 11-13 sierpnia 2022        | Szymi Szyms, Moli, Janusz Walczuk, Asthma, White Widow, Kojot X Oxon, Catchup, Ero, Łajzol, Quequality Represent Showcase, Jerzyk Krzyżyk, Feno, Oliver Olson, Mordor Muzik, Barto Katt, Fokus, Rip Scotty X Leeo, Rusina, Lipa, Chivas, Hrypa, Anatom, Lordofon, Dziarma, Hałastra, Ćpaj Stajl, Tuzza, Spółka Zoo, Belmondawg, Olszakumpel, Vkie, Opał, Bober, Sitek, Kabe, Słoń, Oki, Malik Montana, O.S.T.R., Przyłu, Sante Synthesi, Miły Atz, WCK, Hodak, Gedz, Małpa, Jacuś, Gibbs, Kizo, Otsochodzi, Young Igi, TEDE, Piotr Cartman, Kowalczyk X Serca, Adi Nowak, Miętha, Kosa, Bisz & B.O.K., Zdechły Osa, Alcomindz, Denekstbest Młyn, Jan-Rapowanie, Smolasty, Oliwka Brazil, Kaz Bałagane, Peja, Jeden, Lubin, Qry, Joda, Gruby Mielzky, Donguralesko, Kukon, Kacperczyk, Szpaku, PRO8L3M, Guzior, Bedoes 2115, Borixon, ReTo, Zetha, Avi X Louis Villain, Miszel, Forevayang, PlanBe, Łona I Webber + The Pimps, Szczyl, Jetlagz, Dwa Sławy, White 2115, Paluch, Sokół, Sarius, Pezet, Białas, Quebonafide | ok. 23000                                            |

## Płocka Bitwa Freestylowa

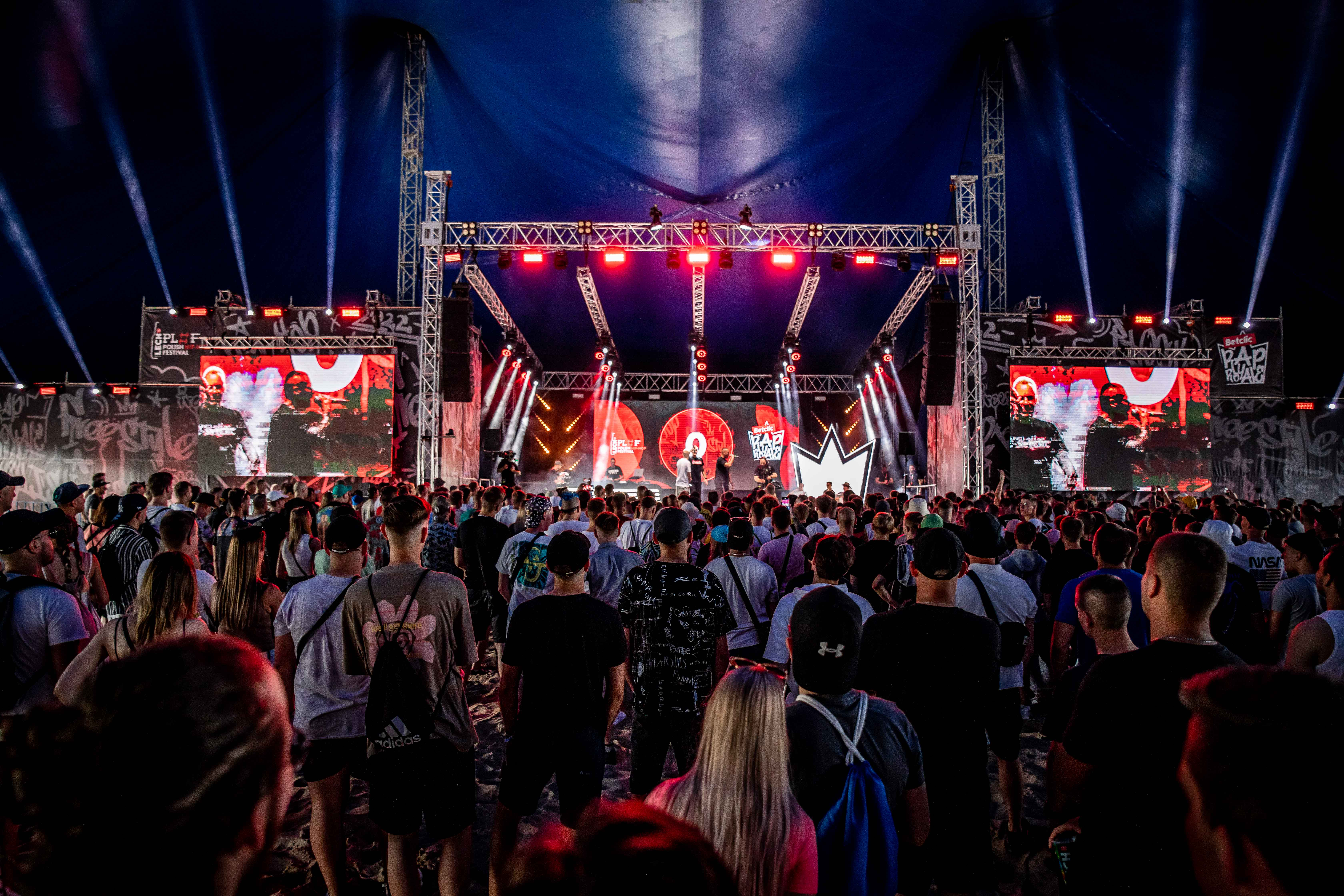
Płocka Bitwa Freestylowa – Betclic Rap Royale

Na festiwalu kontynuowana jest idea pojedynku freestylowego z 2001 roku nazywanego Bitwa Płocka. Genezą pojedynku jest freestylowe starcie, które ze sobą stoczyli Gib Gibon Skład Jacka TEDE Granieckiego oraz formacja Obrońcy Tytułu, której przewodził Leszek „Eldo” Kaźmierczak. Kanwą tego wydarzenia był beef pomiędzy Granieckim a Kaźmierczakiem. Starcie uznawane jest za jedno z najważniejszych w historii polskiego hip-hopu. Jego zwycięzcą został Tede. Bitwa odbyła się w płockiej, nieistniejącej już dyskotece Crazy w 2001 roku.

## Partnerzy Tytularni

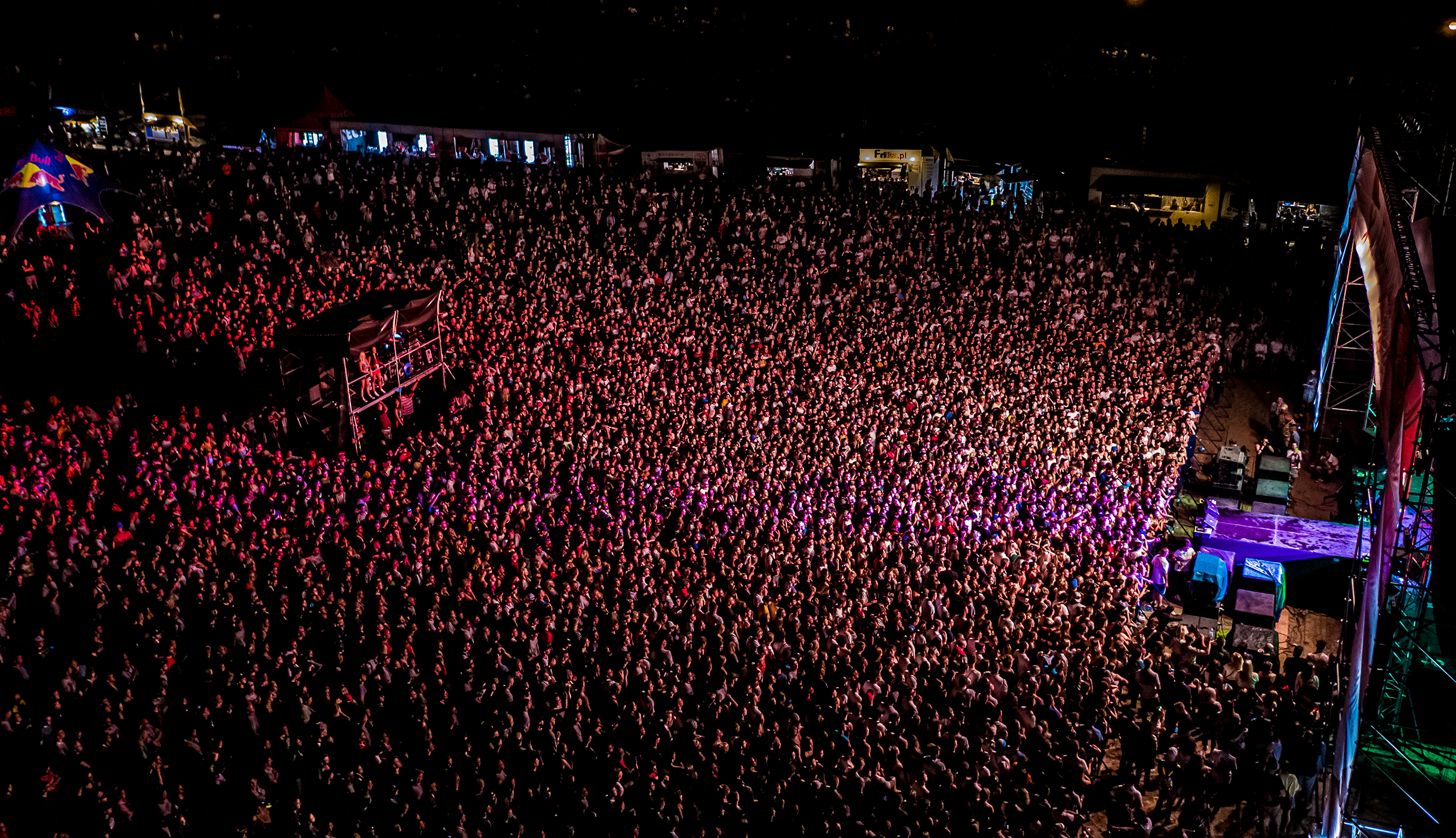
7. edycja Polish Hip-Hop Festival

Polish Hip-Hop TV Festival – wydarzenie na dwie edycje zmieniło nazwę na Polish Hip-Hop Tv Festival. Zmiana nazwa była wynikiem mariażu PLHHF oraz Grupy ZPR. Grupa ZPR – z uwagi na rosnące zainteresowanie hip-hopem stworzyła, jako pierwsza polska grupa medialna muzyczny kanał telewizyjny ukierunkowany na muzykę hip-hop/rap.
Lech Polish Hip-Hop Festival – w 2022 roku, w związku z intensywnym rozwojem festiwalu, wydarzenie zyskało nowego partnera tytularnego, markę Lech. Marka ta jest równolegle partnerem tytularnym pierwszej polskiej gali nagród hip-hopowych – Lech Polish Hip-Hop Music Awards, której organizatorem jest również agencja Event Time Promo.